# حادث بريدجتون

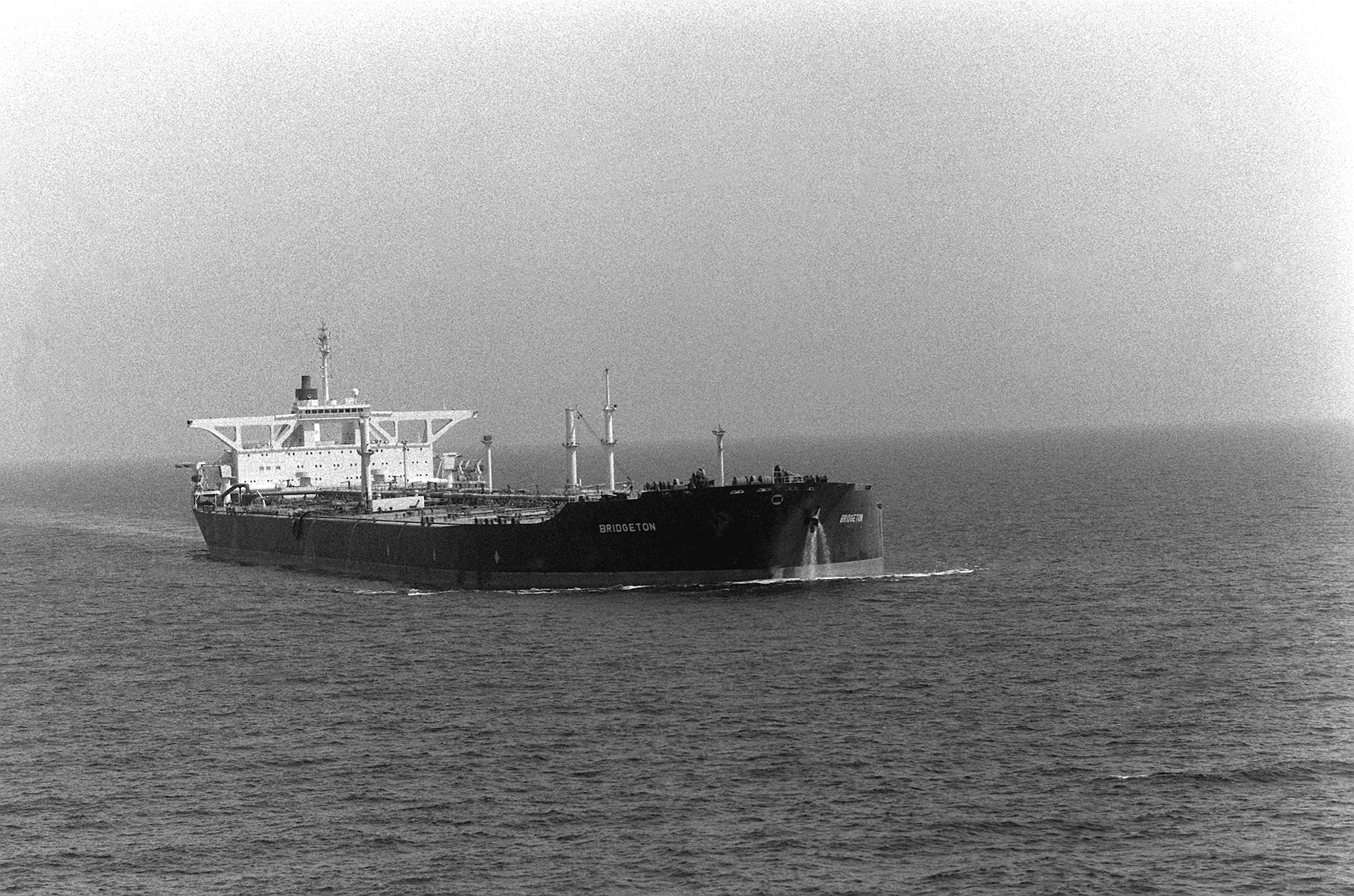
بريدجتون خلال عملية الإرادة القوية.

حادث بريدجتون هو تلغيم الناقلة إس إس بريدجتون بالقرب من جزيرة فارسي في الخليج العربي في 24 يوليو 1987. كانت السفينة تبحر في القافلة الأولى من عملية الإرادة القوية واستجابة الولايات المتحدة لطلب الكويت بحماية ناقلاتها من أي هجوم وسط حرب الخليج الأولى. انفجار لغم إيراني في قناة الشحن في الخليج أدى إلى تلف الهيكل الخارجي لبريدجتون لكنه لم يمنعها من إكمال رحلتها.

## الخلفية

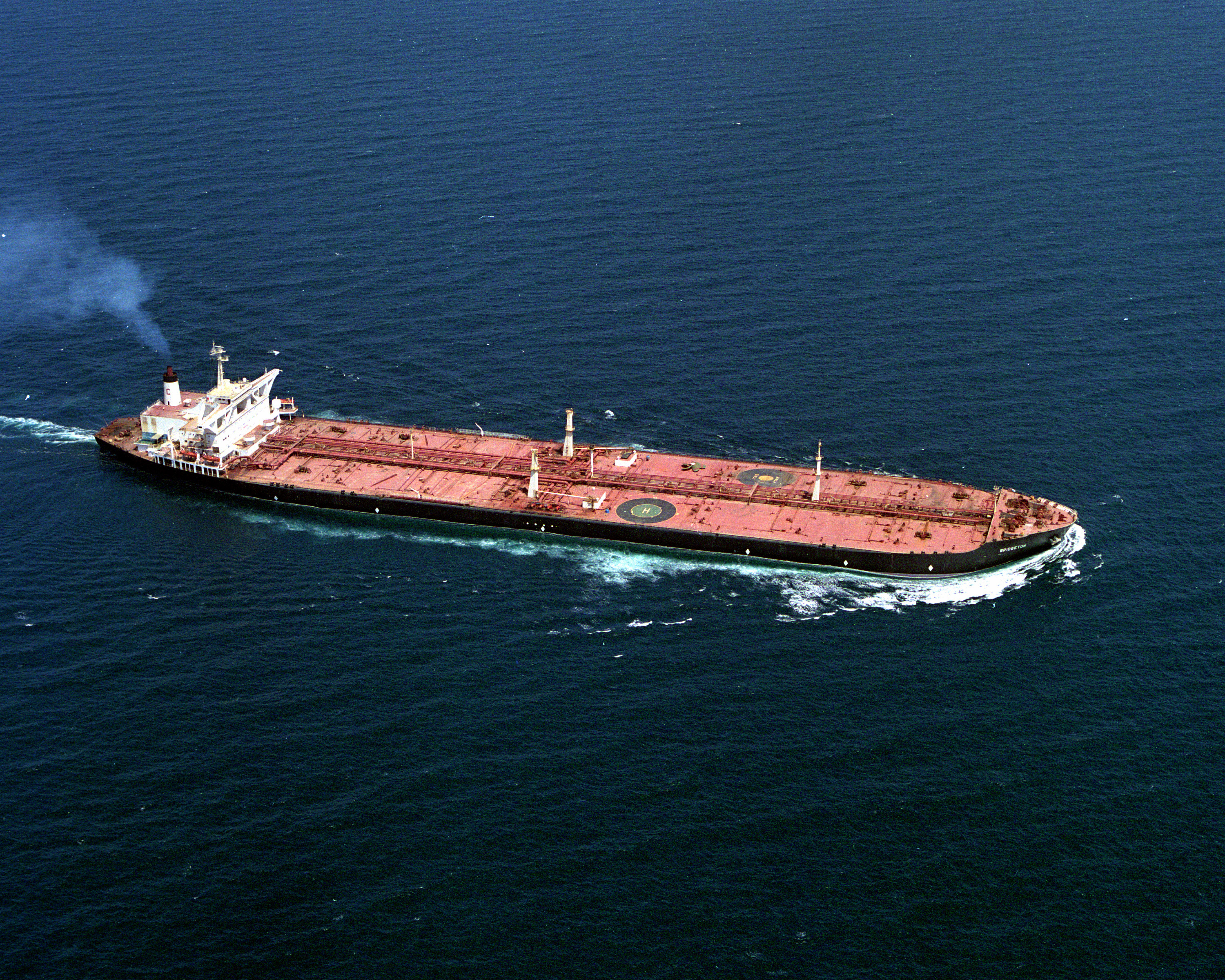
الناقلة بريدجتون.

في غضون سنة من بدء حرب الخليج الأولى في عام 1980 بدأ العراق في مهاجمة السفن الناقلة للنفط في الموانئ الإيرانية وسعى لتخويف حلفاء والشركاء التجاريين لطهران وحرمان إيران من عائدات النفط. في عام 1984 بدأت إيران تحذو حذو العراق في مهاجمة ناقلات النفط من الدول التي دعمت العراق. في عام 1987 طلبت الكويت التي تحمل ناقلاتها النفط العراقي من الاتحاد السوفيتي والولايات المتحدة الحصول على المساعدة العسكرية. في البداية عرضت موسكو إعارة الكويت ثلاث أعلام للاتحاد السوفييتي لترفعها على ناقلات النفط وحمايتها عن طريق السفن الحربية للبحرية السوفيتية. ردا على ذلك اقترحت الولايات المتحدة وضع العلم الأمريكي على ناقلات النفط الكويتية والسفر في قوافل محمية من قبل البحرية الأمريكية. أطلقت على هذه الجهود عملية قافلة الإرادة القوية.

## الحادثة
تم تجميع أربع فرقاطات وثلاث طرادات ومدمرة لحماية ناقلات الكويت في الخليج العربي ومضيق باب السلام. كذلك قامت حاملة الطائرات يو إس إس كونستيليشن التابعة للبحرية الأمريكية بالحماية في مكان قريب من المحيط الهندي في حين أن البارجة ميسوري وطرادان وحاملة طائرات هليكوبتر تقوم بدوريات في المنطقة. خطة العملية دعت إلى حماية القافلة من قبل ثلاثة أو أربعة سفن حربية أمريكية والطائرات الناقلة القائمة بما في ذلك طائرات أيه 6 الهجومية ومقاتلات الهجومية إف/أيه 18 وطائرات التشويش أي أيه - 6 بي والمقاتلة إف 14.
في 21 يوليو 1987 بريدجتون البالغ وزنها 414266 طن وناقلة الغاز غاز الأمير البالغ وزنها 48233 أبحرتا من خليج عمان تحت حماية ثلاث سفن حربية أمريكية في القافلة الأولى من الإرادة القوية. عبروا مضيق باب السلام دون وقوع حوادث على الرغم من أن 4 مقاتلات إيرانية إف 4 اقتربت من المجموعة.

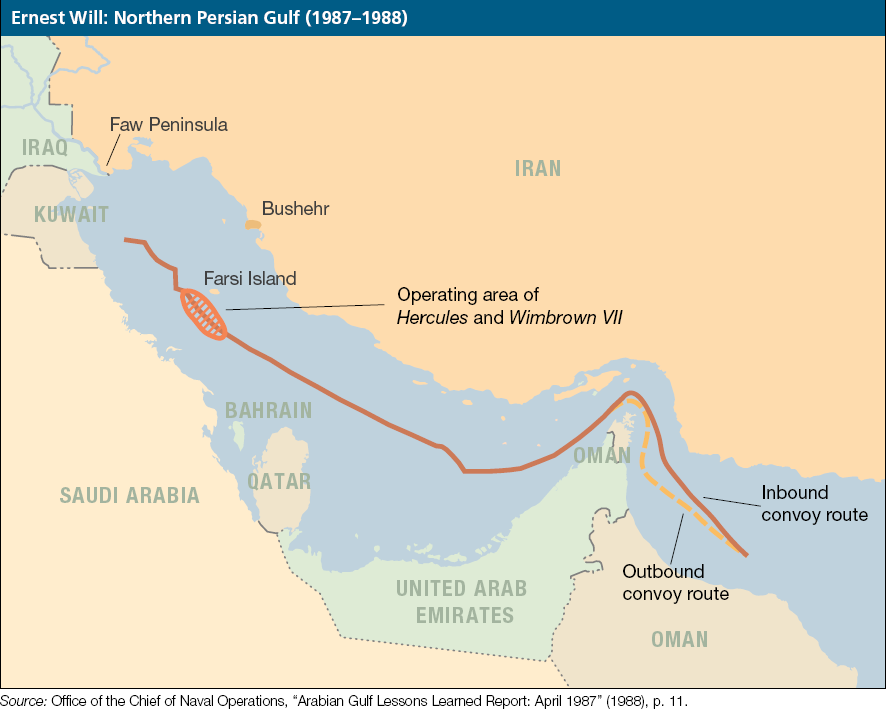
مسار القافلة.

عندما وصلت القافلة في منتصف رحلتها أعلنت إيران أن القافلة تحمل بضائع ممنوعة. أمر قائد الحرس الثوري محسن رضائي في البداية بالهجوم بزوارق القوات الأمنية من جزيرة فارسي ولكن في وقت لاحق وبناء على نصيحة من الزعيم الإيراني روح الله الخميني تم الاتفاق على التلغيم بدلا من القتال المباشر. وحدة القوات الأمنية الخاصة التي أمضت عدة أسابيع في ممارسة هذه المهمة وضعت سلسلة من تسعة ألغام يفصلها 500 ياردة عن بعضها البعض ومن ثم سارعت إلى العودة إلى جزيرة فارسي. الاستخبارات الأمريكية اكتشفت الهجوم غير المصرح به وأجهضت عمل رضائي ولكن غاب عنها عملية التلغيم. في 24 يوليو اصطدمت بريدجتون بالألغام في 27 ° 58 'شمالا و 49 ° 50' شرقا 13 ميل إلى الغرب من جزيرة فارسي. تسبب الانفجار في حدوث تجويف بلغت مساحته 43 متر مربع في جسم ناقلة النفط. بريدجتون تباطأت ولكنها لم تتوقف.

## آثار الحادثة
قبل يوم واحد من الحادثة قال الأميرال هارولد ج. بيرنسين قائد سلاح الشرق الأوسط: «إن القوات الجوية والبحرية الإيرانية ليست قوية. لن يكون في مصلحتهم القيام بمواجهة مباشرة». بعد وقوع الحادثة قال بيرنسين أن هناك دلائل تشير إلى أن إيران قد زرعت الألغام ولكن لا أحد يعتقد أنها ستؤثر على القافلة.
في أعقاب الحادثة أعلنت وزارة دفاع الولايات المتحدة أنها ستنشر المزيد من السفن الحربية في المنطقة وأعلن وزير الدفاع كاسبار واينبرغر أن الولايات المتحدة سترد على أي بلد سيضع الألغام في طريق السفن المتجهة إلى الكويت. على الرغم من وجود أدلة موثقة عن تورط إيران إلا أن المسؤولون الأميركيون مقتنعون بأن القوات الأمنية الإيرانية قد وضعت الألغام تحت الماء ليلا قبل وقوع الحادثة. قال واينبرغر أنه سيعطي كسح الألغام الأولوية القصوى.
كان حادثة بريدجتون انتصارا دعائيا لإيران. في 23 يوليو 1987 دعا مير حسين موسوي بأنها «الضربة التي لا تعوض على هيبة السياسية والعسكرية في أمريكا». قال أكبر هاشمي رفسنجاني: «من الآن فصاعدا إذا تم ضرب آبارنا ومنشآتنا ومراكزنا فنحن سوف نجعل منشآت ومراكز شركاء العراق هدفا لهجماتنا».